# (1046) Edwin
(1046) Edwin est un astéroïde de la ceinture principale découvert le 1er décembre 1924 par l'astronome belgo-américain George Van Biesbroeck à l'Observatoire Yerkes près de Williams Bay. Sa désignation provisoire était 1924 UA. Il tire son nom du prénom du fils du découvreur, Edwin Van Biesbroeck.